# カラキョイ

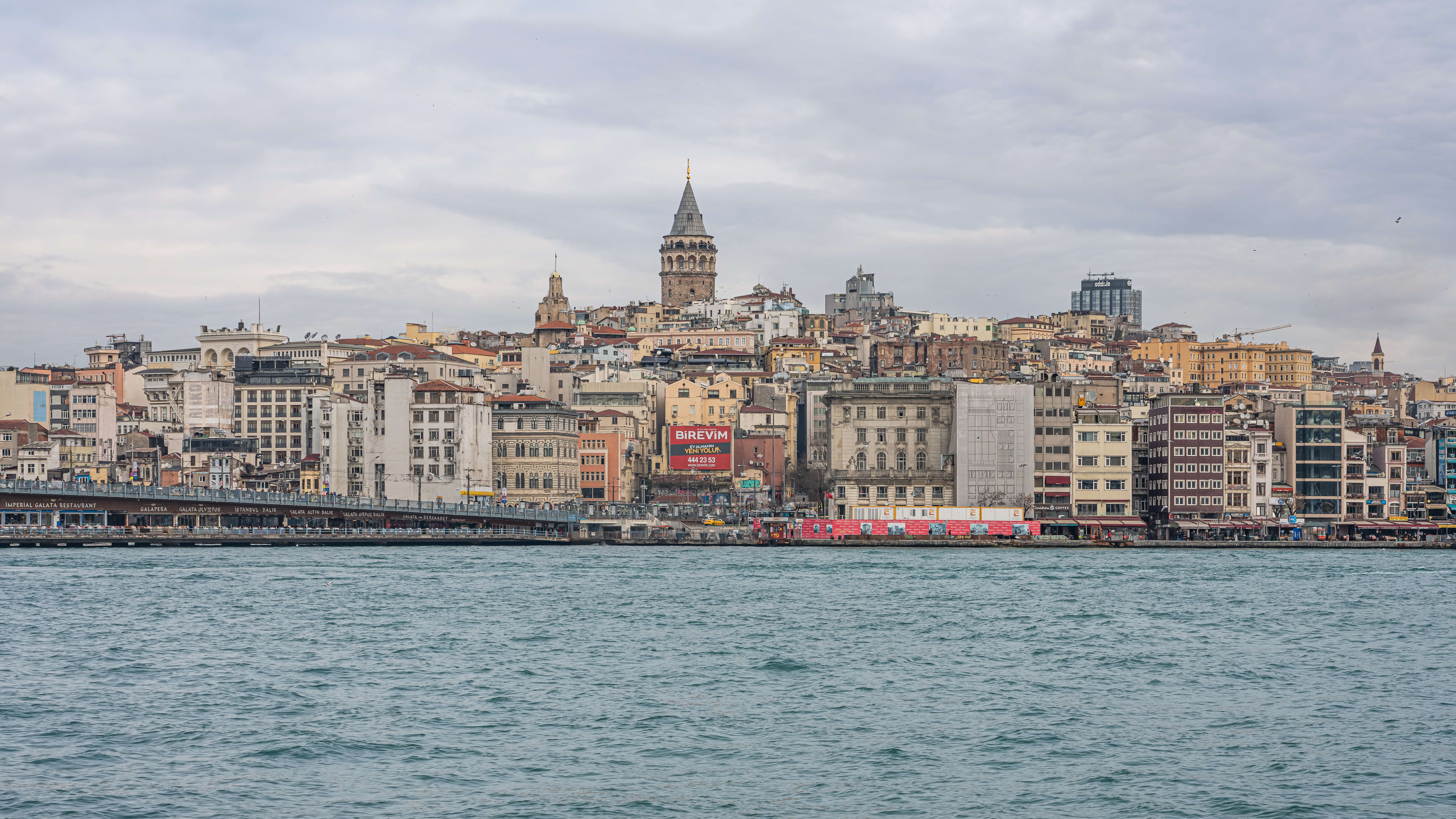
カラキョイ地区

カラキョイ（Karaköy）は、トルコ共和国のイスタンブール市に所属する地区のひとつ。かつてはガラタ地区と呼ばれていた。イスタンブール広域市のヨーロッパ側にあり、ボスポラス海峡に面する。
イスタンブールで最も古いエリアの一つで、カラキョイ港からはカドゥキョイ港へのフェリーが発着する。トプカプ宮殿やアヤ・ソフィアのあるエリアとは、ガラタ橋により繋がっていて、トラムも橋の上を通過する。エリア内にガラタ塔がある。